# Alytes
Alytes Wagler, 1830 è un genere di anfibi anuri della famiglia Alytidae.

## Distribuzione e habitat

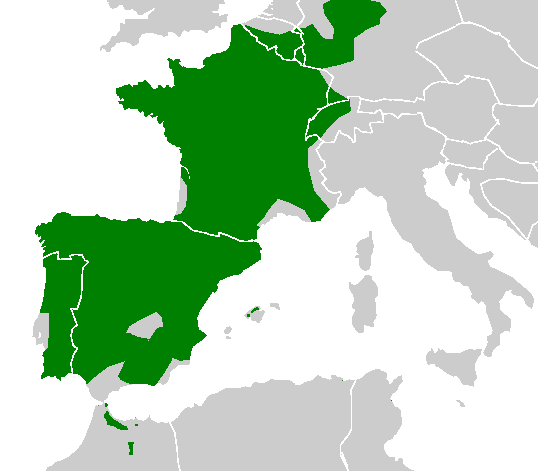
Areale

Le cinque specie di questo genere si trovano in Europa occidentale e in Marocco.

## Tassonomia
Comprende le seguenti specie
- Alytes almogavarii Arntzen and García-París, 1995
- Alytes cisternasii Boscá, 1879
- Alytes dickhilleni Arntzen & García-París, 1995
- Alytes maurus Pasteur & Bons, 1962
- Alytes muletensis (Sanchíz & Adrover, 1979)
- Alytes obstetricans (Laurenti, 1768).